# Nationalstraße 18 (Japan)
Die Nationalstraße 18 (jap. 国道18号, Kokudō 18-gō) ist eine wichtige Straße in Japan und durchquert die japanische Hauptinsel Honshū von Takasaki bis Jōetsu. 

## Verlauf
- Präfektur Gunma
  - Takasaki – Annaka
- Präfektur Nagano
  - Karuizawa – Komoro – Ueda – Chikuma – Nagano
- Präfektur Niigata
  - Myōkō – Jōetsu